# Platja de l'Astillero (Malgrat de Mar)
La platja de l'Astillero, inusualment anomenada platja dels Pins, és una platja semi-urbana del municipi de Malgrat de Mar (Maresme). Limita al nord-est amb la riera de Sant Genís de Palafolls que la separa de la platja de Malgrat Centre, i al sud-oest arriba al límit municipal, on resta oberta cap a la platja de Llevant de Santa Susanna. Orientada al sud-sud-est, té una longitud de 1.000 metres i una amplada mitjana de 40 metres, formada per sorra molt gruixuda i un pendent d'entrada a l'aigua molt fort.
Disposa de quiosquets, lloguer de para-sols i gandules, passarel·les de fusta que travessen la platja, serveis per a persones amb mobilitat reduïda, vigilància policial i punt de la Creu Roja. Hi ha zones de pícnic i hi destaca un miniclub infantil que obre els mesos de juliol i agost. També compta amb diversos bars, restaurants, bars musicals i espais d'oci nocturn.
L'Agència Catalana de l'Aigua efectua un control setmanal de la qualitat de l'aigua, durant la temporada de bany, amb el resultat d'excel·lent. Està guardonada amb la Bandera Blava, que reconeix internacionalment la qualitat de l'aigua i serveis.
Enfront de la platja, a uns 400 metres mar endins, hi ha la Pilona, una superfície de ciment i ferros, restes de l'estructura que transportava el ferro de l'antic jaciment del municipi, que amb el temps ha esdevingut uns dels símbols de Malgrat.